# Адміністративний устрій Фастівського району (1923—2020)
Адміністративний устрій Фастівського району — адміністративно-територіальний поділ Фастівського району Київської області на 2 сільські громади, 2 селищні та 16 сільських рад, які об'єднують 48 населених пунктів і підпорядковані Фастівській районній раді. Адміністративний центр — місто Фастів, яке є містом обласного значення та не входить до складу району.

## Список громадФастівського району
| № | Назва                        | Центр        | Населені пункти | Площа км² | Місце за площею | Населення (2001), осіб. | Місце за населенням |
| - | ---------------------------- | ------------ | --- | --------- | --------------- | ----------------------- | ------------------- |
| 1 | Ковалівська сільська громада | с. Ковалівка | с. Вінницькі Стави с. Кищинці с. Ковалівка с. Мар'янівка с. Паляничинці с. Пологи с. Пшеничне с. Устимівка с. Червоне                                                          |           |                 |                         |                     |
| 2 | Томашівська сільська громада | с. Томашівка | с. Василівка с. Великі Гуляки с. Вишня с. Вільшанська Нива с. Деминівка с. Дідівщина с. Конопельки с. Кончаки с. Пришивальня с. Соснівка с. Томашівка с. Федорівка с. Ярошівка |           |                 |                         |                     |

## Список радФастівського району
| №  | Назва                                  | Центр                     | Населені пункти                                              | Площа км² | Місце за площею | Населення (2001), осіб. | Місце за населенням |
| -- | -------------------------------------- | ------------------------- | ------------------------------------------------------------ | --------- | --------------- | ----------------------- | ------------------- |
| 1  | Борівська селищна рада                 | смт Борова                | смт Борова                                                   |           |                 |                         |                     |
| 2  | Кожанська селищна рада                 | смт Кожанка               | смт Кожанка с. Софіївка с-ще Степове                         |           |                 |                         |                     |
| 3  | Бортниківська сільська рада            | с. Бортники               | с. Бортники                                                  |           |                 |                         |                     |
| 4  | Великоснітинська сільська рада         | с. Велика Снітинка        | с. Велика Снітинка                                           |           |                 |                         |                     |
| 5  | Веприцька сільська рада                | с. Веприк                 | с. Веприк с. Млинок                                          |           |                 |                         |                     |
| 6  | Волицька сільська рада                 | с. Волиця                 | с. Волиця                                                    |           |                 |                         |                     |
| 7  | Дмитрівська сільська рада              | с. Дмитрівка              | с. Дмитрівка с. Півні                                        |           |                 |                         |                     |
| 8  | Дорогинська сільська рада              | с. Дорогинка              | с. Дорогинка с. Кощіївка                                     |           |                 |                         |                     |
| 9  | Малополовецька сільська рада           | с. Малополовецьке         | с. Малополовецьке с. Тарасівка                               |           |                 |                         |                     |
| 10 | Малоснітинська сільська рада           | с. Мала Снітинка          | с. Мала Снітинка с. Велика Офірна с. Мала Офірна             |           |                 |                         |                     |
| 11 | Мотовилівська сільська рада            | с. Мотовилівка            | с. Мотовилівка с. Велика Мотовилівка с. Вишняки с. Тарасенки |           |                 |                         |                     |
| 12 | Мотовилівсько-Слобідська сільська рада | с. Мотовилівська Слобідка | с. Мотовилівська Слобідка                                    |           |                 |                         |                     |
| 13 | Оленівська сільська рада               | с. Оленівка               | с. Оленівка                                                  |           |                 |                         |                     |
| 14 | Пилипівська сільська рада              | с. Пилипівка              | с. Пилипівка с. Єлизаветівка с. Королівка                    |           |                 |                         |                     |
| 15 | Скригалівська сільська рада            | с. Скригалівка            | с. Скригалівка с. Ставки                                     |           |                 |                         |                     |
| 16 | Триліська сільська рада                | с. Триліси                | с. Триліси                                                   |           |                 |                         |                     |
| 17 | Фастівецька сільська рада              | с. Фастівець              | с. Фастівець с. Гвардійське с. Клехівка                      |           |                 |                         |                     |
| 18 | Яхнівська сільська рада                | с. Яхни                   | с. Яхни                                                      |           |                 |                         |                     |

* Примітки: м. — місто, смт — селище міського типу, с. — село, с-ще — селище